# تاج‌خروس خونی
تاج‌خروس خونی (Amaranthus cruentus) که تاج‌خروس خون‌فام هم نامیده شده، گونه‌ای از گیاهان گل‌دار است که بومی منطقه‌ای از مکزیک مرکزی تا نیکاراگوئه به‌شمار می‌رود. این گیاه یکی از سه گونهٔ تاج‌خروس  است که به‌عنوان دانه خوراکی کشت می‌شود. دو گونهٔ دیگر عبارت‌اند از Amaranthus hypochondriacus و Amaranthus caudatus. نام‌های رایج این گیاه شامل «تاج‌خروس خونی»، «تاج‌خروس سرخ»، «تاج‌خروس بنفش»، «پر شاهزاده» و «تاج‌خروس دانه‌ای مکزیکی» است.

## توصیف
تاج‌خروس خونی گیاهی یک‌ساله و بلندبالاست که در انتهای ساقهٔ خود خوشه‌هایی از گل‌های صورتی تیره دارد. ارتفاع این گیاه می‌تواند تا ۲ متر برسد و گل‌دهی آن از تابستان تا پاییز ادامه دارد. منشأ این گیاه احتمالاً Amaranthus hybridus بوده که از نظر ریخت‌شناسی شباهت زیادی با آن دارد. رنگ گیاه معمولاً سبز است، ولی در گذشته نوعی بنفش‌رنگ آن برای آیین‌های اینکاها کشت می‌شد. گزارش‌هایی از رشد این گیاه تا ۴ متر نیز در منطقه وایاناد هند (کرالا) ثبت شده است.

## کاربردها
تاج‌خروس خونی از هزارهٔ چهارم پیش از میلاد در آمریکای شمالی و آمریکای مرکزی به‌عنوان منبع خوراکی استفاده می‌شد. دانه‌های این گیاه به‌صورت غله مصرف می‌شوند. دانه‌ها در نوع وحشی سیاه و در گونهٔ اهلی‌شده سفید هستند. از آن‌ها آرد تهیه می‌کنند، مانند پف فیل می‌پزند، به‌صورت هلیم فرنگی می‌پزند یا در نوعی شیرینی سنتی به‌نام آله‌گریا به‌کار می‌برند. برگ‌های این گیاه را می‌توان مانند اسفناج پخت و دانه‌ها را نیز جوانه زد تا به‌صورت جوانه‌های مغذی مصرف کرد. اگرچه A. cruentus دیگر به‌عنوان قوت غالب در آمریکا کشت نمی‌شود، ولی همچنان در قالب رژیم‌های سالم عرضه می‌شود.
این گیاه در آفریقا برای کشاورزان معیشتی محصولی مهم به‌شمار می‌رود.
در چتیسگر هند از نوع قرمز آن غذایی به‌نام «لال بهاجی» (سبزی سرخ‌شده) تهیه می‌شود. در مهاراشترا، در ماه آیینی «شراوان»، نوعی سبزی تفت‌داده‌شده همراه با نارگیل رنده‌شده در جشن‌ها تهیه می‌شود. از ساقهٔ گیاه نیز در کاری مخصوص با لبلب استفاده می‌شود.
در میان قوم زونی، بخش پرپَر گیاه را آسیاب کرده و برای رنگ‌آمیزی نان آیینی به رنگ قرمز به‌کار می‌برند. همچنین برگ‌ها و گل‌های کوبیده‌شدهٔ گیاه را با اندکی آب مرطوب کرده و به‌عنوان رژ گونه بر گونه‌ها می‌مالند.
در ناحیه کینور (در ایالت هیماچال پرادش هند)، از دانهٔ این گیاه فرنی تهیه می‌شود که معمولاً به‌عنوان دسر در آیین‌های عروسی سرو می‌شود. همچنین آرد آن برای تهیهٔ چاپاتیهای سرخ‌شده در روغن نیز کاربرد دارد.